# Aeropuerto de Isla San José
El Aeropuerto de Isla San José (IATA: MPP) se ubica en la provincia de la Provincia de Panamá, al oriente del país, a 90 km al sureste de Panamá, la capital. 33 metros sobre el nivel del mar se encuentra en el Aeropuerto de la Isla San José. El Aeropuerto de la Isla San José está ubicado en la Isla San José.
El terreno alrededor del aeropuerto de la isla de San José es plano. Al sureste, el mar es el más cercano al aeropuerto de la isla de San José. El punto más alto en los alrededores es de 108 metros de altura y 2,0 km al noroeste del aeropuerto de la isla de San José. No hay ciudad alrededor. En la región alrededor del aeropuerto de la isla de San José, las bahías, islas y playas son muy comunes.

## Aerolíneas y destinos
| Aerolíneas | Destino                        |
| ---------- | ------------------------------ |
| Air Panama | Ciudad de Panamá-Isla San José |